# Fast and Fierce: Death Race
Pour plus de détails, voir Fiche technique et Distribution.
Fast And Fierce: Death Race (aussi connu sous le titre In the Drift) est un film d'action américain réalisé par Jared Cohn, sorti en 2020. Il met en vedettes dans les rôles principaux Michael DeVorzon, DMX et Paulina Nguyen. Le film s’inspire de la franchise des films Fast and Furious. C’est l'ultime film tourné par le célèbre rappeur américain DMX avant son décès le 9 avril 2021.

## Synopsis
Jack Tyson (Michael DeVorzon), un as du volant et de la mécanique, ex-champion de courses de rue, vit en exil dans un dépotoir au Mexique lorsque son jeune frère Nelson (Jack Pearson) vient lui demander de l’aide. Nelson doit beaucoup d’argent au caïd Davie (le rappeur et acteur DMX) mais il sera libéré de sa dette si Jack gagne la célèbre Outlaw Race. C’est une course automobile illégale sur 1000 milles, qui se déroule du Mexique jusqu’à Los Angeles en Californie, dont Davie est l’organisateur. Une très grosse somme d’argent en cash est prévue pour le vainqueur. Jack commence par refuser car il est « à la retraite » puis accepte, car sinon Davie tuera Nelson. Jack a pour concurrents la chaleureuse Nina (Becca Buckalew) et l’insensible et arrogant Mick (Nate Walker).
Des complications surviennent. À une halte routière, Bianca (Paulina Nguyen), une jeune femme désespérée, saute dans la voiture de Jack. Bianca s’avère être l’ex de Davie, fuyant son petit ami gangster et violent. Elle détient une clé USB contenant des données incriminant Davie, qui pourraient l’envoyer en prison. Maintenant, Jack doit transporter Bianca en toute sécurité à Los Angeles, malgré tous les obstacles. Entre autres, Davie est arrêté par les autorités mexicaines et la fille de Bianca est kidnappée. Tout cela aboutit à une sorte d’impasse mexicaine. La course va alors prendre un tournant dangereux, voire mortel,,.

## Distribution
- Michael DeVorzon : Jack Tyson
- DMX : Davie
- Paulina Nguyen : Bianca
- Jack Pearson : Nelson[1]
- Veronika Issa : Gillian
- Nate Walker : Mick
- Becca Buckalew : Nina
- Gigi Gustin : Eva
- Nicholas Ryan : Arturo
- Adrian Avila : Roberto
- Nora Harriet : Sofia
- Amy Covell : Lebeau
- Dom Poniac : Tomas
- Joyce Tatler : serveuse
- Kassandra Escandell : Tanya
- Mechela Cobb : Cheryl
- Jos Deacon : Lopez
- Jeff Jones : Garcia[3]

## Production
Le film est sorti le 19 mai 2020 aux États-Unis, son pays d’origine. En France, il est sorti le 19 août 2021 en VOD (vidéo à la demande).

### Tournage
Le tournage a eu lieu à Los Angeles, en Californie, aux États-Unis.

## Accueil

### Réception critique
Sur Film Threat, Alex Saveliev commente : « Si vous vous êtes déjà demandé à quoi ressemblerait le crossover des franchises Fast and The Furious et Death Race, continuez à vous demander. The Asylum, la société de production qui se trouve derrière des joyaux tels que Sharknado et Mega Shark vs. Mecha Shark, présente fièrement son dernier ajout au monde international du cinéma, le tas de merde fumant qu’est Fast and Fierce: Death Race de Jared Cohn, ingénieusement intitulé. Un titre plus approprié aurait été Slow and Boring: Death Crawl (en français : Lent et Ennuyeux : rampez vers la mort).
Fast and Fierce: Death Race recueille un score d’audience de 9% sur Rotten Tomatoes.